# Vitrac (Cantal)
Vitrac és un municipi francès situat al departament de Cantal i a la regió d'Alvèrnia-Roine-Alps. L'any 2007 tenia 294 habitants.

## Demografia

### Població
El 2007 la població de fet de Vitrac era de 294 persones. Hi havia 120 famílies de les quals 40 eren unipersonals (12 homes vivint sols i 28 dones vivint soles), 32 parelles sense fills, 36 parelles amb fills i 12 famílies monoparentals amb fills.
La població ha evolucionat segons el següent gràfic:
Habitants censats

### Habitatges

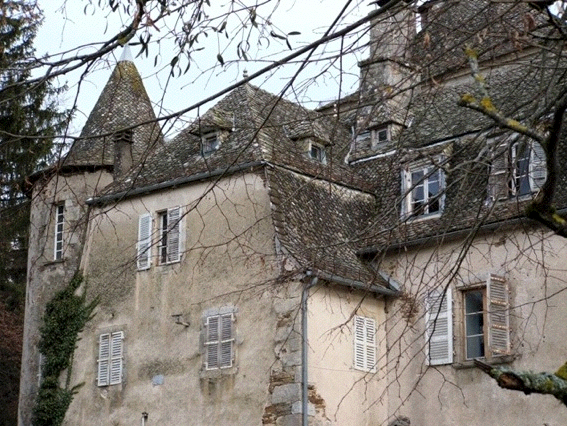
Castell de Fargues

El 2007 hi havia 193 habitatges, 126 eren l'habitatge principal de la família, 48 eren segones residències i 19 estaven desocupats. 181 eren cases i 9 eren apartaments. Dels 126 habitatges principals, 107 estaven ocupats pels seus propietaris, 14 estaven llogats i ocupats pels llogaters i 5 estaven cedits a títol gratuït; 10 tenien dues cambres, 23 en tenien tres, 35 en tenien quatre i 58 en tenien cinc o més. 84 habitatges disposaven pel capbaix d'una plaça de pàrquing. A 48 habitatges hi havia un automòbil i a 57 n'hi havia dos o més.

### Piràmide de població
La piràmide de població per edats i sexe el 2009 era:
| Homes | Edats   | Dones |
| ----- | ------- | ----- |
| 0     | 95 o +  | 0     |
| 0     | 90 a 94 | 8     |
| 4     | 85 a 89 | 0     |
| 4     | 80 a 84 | 4     |
| 12    | 75 a 79 | 0     |
| 24    | 70 a 74 | 24    |
| 16    | 65 a 69 | 12    |
| 4     | 60 a 64 | 12    |
| 0     | 55 a 59 | 0     |
| 4     | 50 a 54 | 0     |
| 12    | 45 a 49 | 8     |
| 12    | 40 a 44 | 12    |
| 12    | 35 a 39 | 8     |
| 8     | 30 a 34 | 4     |
| 12    | 25 a 29 | 0     |
| 0     | 20 a 24 | 12    |
| 4     | 15 a 19 | 16    |
| 12    | 10 a 14 | 8     |
| 0     | 5 a 9   | 8     |
| 4     | 0 a 4   | 0     |

## Economia
El 2007 la població en edat de treballar era de 169 persones, 124 eren actives i 45 eren inactives. De les 124 persones actives 116 estaven ocupades (68 homes i 48 dones) i 8 estaven aturades (8 dones i 8 dones). De les 45 persones inactives 11 estaven jubilades, 18 estaven estudiant i 16 estaven classificades com a «altres inactius».

### Ingressos
El 2009 a Vitrac hi havia 133 unitats fiscals que integraven 312 persones, la mediana anual d'ingressos fiscals per persona era de 13.340 €.

### Activitats econòmiques
Dels 7 establiments que hi havia el 2007, 1 era d'una empresa alimentària, 1 d'una empresa de construcció, 4 d'empreses d'hostatgeria i restauració i 1 d'una empresa immobiliària.
L'únic servei als particulars que hi havia el 2009 era un guixaire pintor.
L'únic establiment comercial que hi havia el 2009 era una fleca.
L'any 2000 a Vitrac hi havia 21 explotacions agrícoles que ocupaven un total de 935 hectàrees.

## Equipaments sanitaris i escolars
El 2009 hi havia una escola elemental.

## Poblacions més properes
El següent diagrama mostra les poblacions més properes.